# Европско првенство у одбојци 1950.
Европско првенство у одбојци 1950. је било 2. по реду Европско првенство које се од 14. до 22. октобра одржавало у Бугарској. Титулу је освојила репрезентација СССР-а.

## Учесници
На Европском првенству је учествовало 6 репрезентација.
- -  Бугарска
  -  Чехословачка
  -  Мађарска
  -  Совјетски Савез
  -  Румунија
  -  Пољска

## Бергеров систем

### Група
| Бр | Репрезентација  | Утакмице | Утакмице | Утакмице | Сетови | Сетови   | Сетови       | Поени      | Поени      | Поени         | Бодови |
| Бр | Репрезентација  | играли   | добили   | изгубили | добили | изгубили | Сет Количник | пос. поени | изг. поени | Поен количник | Бодови |
| -- | --------------- | -------- | -------- | -------- | ------ | -------- | ------------ | ---------- | ---------- | ------------- | ------ |
| 1  | Совјетски Савез | 5        | 5        | 0        | 15     | 0        | МАХ          | 225        | 88         | 2,557         | 10     |
| 2  | Чехословачка    | 5        | 4        | 1        | 12     | 6        | 2,000        | 243        | 248        | 0,980         | 9      |
| 3  | Мађарска        | 5        | 3        | 2        | 9      | 9        | 1.000        | 212        | 221        | 0,959         | 8      |
| 4  | Бугарска        | 5        | 2        | 3        | 10     | 10       | 1,000        | 260        | 270        | 0,962         | 7      |
| 5  | Румунија        | 5        | 1        | 4        | 4      | 13       | 0,308        | 185        | 235        | 0,787         | 6      |
| 6  | Пољска          | 5        | 0        | 5        | 3      | 15       | 0,200        | 166        | 269        | 0,617         | 5      |

| 2° место Чехословачка | Победник Европског првенства у одбојци за мушкарце 1950. СССР 1° титула | 3° место Мађарска |